# Université de Mbuji-Mayi
Université de Mbuji-Mayi är ett privat universitet i Mbuji-Mayi i Kongo-Kinshasa, grundat i början av 1990-talet.